# Charlie Gillingham

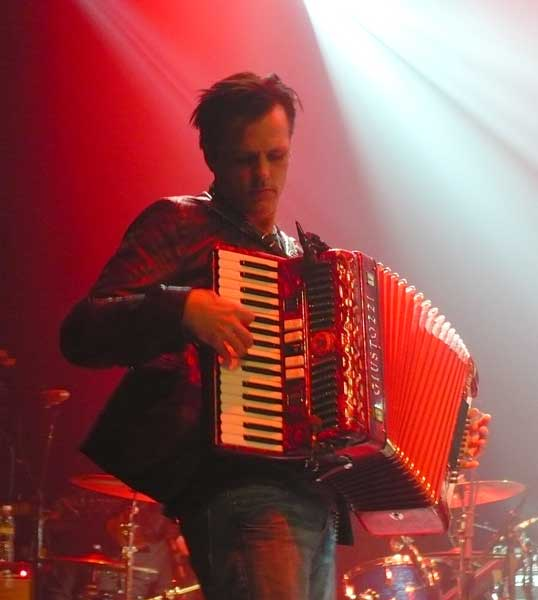
Charlie Gillingham (2008)

Charles Thomas Gillingham (* 26. Januar 1960 in Torrance, Kalifornien) ist ein US-amerikanischer Multiinstrumentalist.

## Leben
Charles Thomas Gillingham besuchte die Richard Henry Dana Junior High in San Pedro und später die High School in Rancho Palos Verdes. Im Anschluss studierte er Philosophie und Künstliche Intelligenz an der University of California, Berkeley. Vor seiner Musikkarriere arbeitete er als Software-Entwickler mit dem Schwerpunkt auf Künstliche Intelligenz.
Gillingham spielte in mehreren Bands, unter anderem Slip Stream, Clark, Kent and the Reporters, Midnight Radio und Zip Code Revue, Außerdem spielte er Keyboards auf dem Debütalbum von Train.
Er ist Gründungsmitglied von Counting Crows und spielt dort überwiegend die Hammondorgel und Keyboards, aber auch Akkordeon und Klavier. Bei der Oscarverleihung 2005 war er zusammen mit den anderen Counting-Crows-Musikern mit dem Lied Accidentally in Love in der Kategorie Bester Song nominiert.

## Diskografie

### Weitere Beiträge
- 1989: American Music Club – United Kingdom
- 1994: Zip Code Revue – Abundance
- 1996: Cracker – The Golden Age
- 1998: Train – Train
- 1998: Pentecostal Bouffant – Little Light of Mine
- 1999: Julia Darling – Figure 8
- 1999: Matt Nathanson – Still Waiting for Spring
- 2001: Peter Stuart – Propeller
- 2002: Feeder – Comfort in Sound
- 2002: Tom Barnes – Three-Day Ditties
- 2004: Allison Crowe – Secrets
- 2006: Between the Buried and Me – The Anatomy Of
- 2007: Low Stars – Low Stars
- 2011: Jay Nash – Diamonds and Blood
- 2011: Leona Lewis – Hurt: The EP
- 2012: Haley Reinhart – Listen Up!
- 2012: Leona Lewis – Glassheart